# 2015-ös Fonogram díj átadása
A 2015-ös Fonogram – Magyar Zenei Díj gálaestet a Magyar Hangfelvétel-kiadók Szövetsége 2015. május 26-án, kedden este a Várkert Bazárban rendezte meg a magyar zenei élet legnagyobb, az alkotók és háttérszakemberek teljes körét felvonultató eseményét.
Az egykori Budai Ifjúsági Park örökségét büszkén viselő helyszínen megrendezendő nagyszabású, a Petőfi TV és a petofilive.hu által élőben végigkísért eseményen a tavalyi év legjobb zenei teljesítményeiért járó elismeréseket vehették át az arra leginkább érdemes előadóművészek.
A szakmai szavazás során 18 különböző műfaji kategóriában, a zenészekből, zenei szakemberekből, újságírókból álló széles körű jelölőbizottság, illetve egy szűkebb szakmai zsűri, az ún. Fonogram Bizottság tagjainak szavazatai alapján alakul ki a jelöltek névsora. A 2015-ös nyerteseket a Fonogram Bizottság - idén először műfajonként eltérő összetételű - tagjai választják ki az elkövetkező két hét során a jelöltek közül.
A jelöltek listáját 2015. május 11-én hozták nyilvánosságra. Az év dala jelöltjei május 18-án jelentek meg a PetőfiLive.hu oldalon és ezen az oldalon is szavazhatott a közönség a dalokra, így ez a 19-re bővült a kategóriák száma.

## Fellépők
| Előadó(k)           | Dal(ok)                                             |
| ------------------- | --------------------------------------------------- |
| Ivan & The Parazol  | "Nem tilthatom meg"                                 |
| Halott Pénz         | "Benned Minden Megvan"                              |
| Edda Művek Am I God | "Elhagyom a várost"                                 |
| Caramel             | "Szállj fel magasra"                                |
| Rácz Gergő          | "220 felett"                                        |
| Pásztor Anna Bikini | "Márti dala" "Adj helyet magad mellett" "Legyek jó" |

## Műsorvezetők és díjátadók
Az est műsorvezetői Tatár Csilla és Harsányi Levente voltak. A díjakat és az életműdíjat  a Mahasz jelenlegi elnöke, Szűts László adta át. Az év dalát Horváth Gergely, a Petőfi TV és a Petőfi Rádió szerkesztője adta át.

## Díjazottak és jelöltek

### Az év dala
Halott Pénz - "Valami van a levegőben"
- Ákos - "Igazán"
- Deniz - "Csoda"
- Honeybeast - "A legnagyobb hős"
- Kelemen Kabátban feat. Eckü - "Maradjatok gyerekek"
- Punnany Massif - "Hétköznapi hősök"
- Quimby - "Senki se menekül"
- Rúzsa Magdolna - "Nélküled"
- Szabó Balázs Bandája - "Hétköznapi"
- Wellhello - "Rakpart"

### Az év hazai klasszikus pop-rock albuma vagy hangfelvétele
Boggie - All Is One Is All (Tom-Tom Records)
- Ákos - Igazán - EP (Fehér Sólyom)
- Hooligans - Társasjáték (Hear Hungary)
- Magna Cum Laude - Köszönet (Magneoton)
- Rúzsa Magdi - Dalok húrokra és fúvósokra (MTVA)

### Az év külföldi klasszikus pop-rock albuma vagy hangfelvétele
Robbie Williams - Swings Both Ways (Universal Music)
- Bruce Springsteen - High Hopes (Sony Music)
- Leonard Cohen - Popular Problems (Sony Music)
- Nickelback - No Fixed Address (Universal Music)
- Pink Floyd - The Endless River (Magneoton / Warner Music)

### Az év hazai modern pop-rock albuma vagy hangfelvétele
Wellhello - "Rakpart" / "apuveddmeg" (Magneoton)
- Kelemen Kabátban - Maradjatok Gyerekek (Kelemen Kabátban)
- Király Viktor - 3rd Dimension (King Music)
- Middlemist Red - Supersonic Overdrive (MamaZone)
- Supernem - Túl a frekvencián (Gold Record)
- The Carbonfools - Carbonbliss (1G Records)
- Turbo - Pentagram (MamaZone)

### Az év külföldi modern pop-rock albuma vagy hangfelvétele
Ed Sheeran - x (Magneoton / Warner Music)
- Clean Bandit - New Eyes (Magneoton / Warner Music)
- Coldplay - Ghost Stories (Magneoton / Warner Music)
- Maroon 5 - V (Universal Music)
- Taylor Swift - 1989 (Universal Music)

### Az év hazai alternatív vagy indie-rock albuma vagy hangfelvétele
Szabó Balázs Bandája - Élet elvitelre (Szerzői kiadás)
- Elefánt - "Alszik" (Launching Gagarin Records & Management)
- Ivan & The Parazol - Mode Bizarre (Gold Record)
- Kiscsillag - Szeles (Megadó)
- Mary PopKids - The Blue Inside (Fat Mopsz Kft.)

### Az év külföldi alternatív vagy indie-rock albuma vagy hangfelvétele
Beck - Morning Phase (Universal Music)
- Arcade Fire - Reflektor (Universal Music)
- George Ezra - Wanted On Voyage (Sony Music)
- Lana Del Rey - Ultraviolence (Universal Music)
- Manic Street Preachers - Futurology (Sony Music)

### Az év hazai elektronikus zenei albuma vagy hangfelvétele
Vekonyz - "The Way I Do" (Elephant House)
- Brains - Superheroes (Beats Hotel Records)
- Cloud 9+ - "I.N.Y.T." / "Jump Higher" (feat. MC SirReal) / "The Way You Are" (Magneoton)
- Compact Disco - "Ms. Right" / "Te meg én" (Magneoton)
- Hooligans & Lotfi Begi - "Paradicsom" (Hear Hungary)
- Neo - "All the LOVE" (neoworld records)

### Az év külföldi elektronikus zenei albuma vagy hangfelvétele
Calvin Harris - Motion (Sony Music)
- Afrojack - Forget The World (Universal Music)
- Avicii - "The Days" / "The Nights" (Universal Music)
- Mr Probz - "Waves" (Sony Music)
- Sigma - "Nobody To Love" (Universal Music)

### Az év hazai rap- vagy hiphopalbuma vagy hangfelvétele
Halott Pénz - "Valami van a levegőben" / "Nem érinthet meg" (Szerzői kiadás)
- Brains feat. Saiid & Ganxsta Zolee - "Rossz vér (Ganxsta Tribute)" (1G Records)
- Fluor - "Felébredni máshol" / "Képkockák" (Gold Record)
- Punnany Massif - "Hétköznapi hősök" / Fel #1 (AM:PM Music)
- Quimby - "Hasta la Ganxsta (Ganxsta Tribute)" (1G Records)

### Az év külföldi rap- vagy hiphopalbuma vagy hangfelvétele
The Roots - ...And Then You Shoot Your Cousin (Universal Music)
- Drake - Nothing Was The Same (Universal Music)
- Nicki Minaj - The PinkPrint (Universal Music)
- Wiz Khalifa - Blacc Hollywood (Magneoton / Warner Music)
- Wu-Tang Clan - A Better Tomorrow (Magneoton / Warner Music)

### Az év hazai hard rock vagy metalalbuma vagy hangfelvétele
Apey & the Pea - Hellish (Szerzői kiadás)
- Junkies - Félelem és reszketés Budapesten (1G Records)
- Leander Rising - Öngyötrő / "Lőjetek fel" (Hear Hungary)
- Subscribe - This Moment Will Soon Be Gone (EDGE Records - HMR Music Kft.)
- Tankcsapda - Urai vagyunk a helyzetnek (Tankcsapda Music)

### Az év külföldi hard rock vagy metalalbuma vagy hangfeltétele
Judas Priest - Redeemer Of Souls (Sony Music)
- AC/DC - Rock or Bust (Sony Music)
- Foo Fighters - Sonic Highways (Sony Music)
- Mastodon - Once More 'Round The Sun (Magneoton / Warner Music)
- Slipknot - .5: The Gray Chapter (Magneoton / Warner Music)

### Az év hazai hagyományos slágerzenei albuma vagy hangfelvétele
Nótár Mary - Mindenkinek szól (Skyforce Kft.)
- Aradszky László - Ugye hosszú még az út? (Trimedio Music)
- Jolly - "Bulikirály" (Silicon Dance Records)
- Polgár Péter - Nagy buli van minálunk (HungaroSound)
- Váradi Roma Café - Így jártam (Gold Record)

### Az év hazai kortárs szórakoztatózenei albuma vagy hangfelvétele
Gájer Bálint - Egyszerű az élet (Universal Music)
- Budapest Voices - Alternatívák (PR Garden)
- Irigy Hónaljmirigy - Válogatás Nélküli Lemez (Gold Record)
- Lajkó Félix és a Budafoki Dohnányi Zenekar - Végtelen (Infinity) (Fonó)
- Radics Gigi, Tóth Vera, Pápai Erika, Horváth Ádám, Szakcsi Lakatos Béla, Budapest Jazz Orchestra - Christmas (Vox Artis Bt.)
- Zorall - Háztartási Rock'N Roll (EDGE Records - HMR Music Kft.)

### Az év hazai gyermekalbuma vagy hangfelvétele
Halász Judit - Kezdődhet a mulatság (Universal Music)
- Alma Együttes - "Kicsik és durvák (Ganxsta tribute)" (1G Records)
- Apacuka Zenekar - Hangfalatok (Pálfi Krisztina)
- Kaláka - Ragyog a mindenség (Gryllus Kiadó)
- Szalóki Ági - Körforgás (Tom-Tom Records)

### Az év hazai jazzalbuma vagy hangfelvétele
Berki Tamás és Sárik Péter - Minden Délibáb (Berki Produkciós és Oktatási Bt.)
- Budapest Jazz Orchestra - Aki Autón járni Óhajt (szerzői kiadás)
- Hobo - A föltámadás szomorúsága (GrundRecords)
- Mrs. Columobo - Live (Magneoton)
- Váczi Eszter Quartet - Belső tenger (szerzői kiadás)

### Az év hazai világ- vagy népzenei albuma vagy hangfelvétele
Söndörgő - Tamburocket Hungarian Fireworks (Riverboat Records/World Music Network)
- Both Miklós - Kínai utazólemez (Gryllus Kiadó)
- Both Miklós és a Palimo Story - Palimo Story (Fonó)
- Palya Bea - Nő (szerzői kiadás)
- Tompos Kátya - Keresztül Európán (Tom-Tom Records)

### Az év felfedezettje
Middlemist Red (MamaZone)
- Asphalt Horsemen (szerzői kiadás)
- Mary PopKids (Fat Mopsz Kft.)
- Vekonyz (Elephant House)
- Zaporozsec (ko records)

### Életműdíj
Pásztor László, a Neoton egyik alapítója és volt gitárosa, illetve a Magneoton kiadó egyik alapítója és volt elnöke.

## Előadók több jelöléssel
| \| Jelölések \| Előadó \| \| --------- \| ----------------------- \| \| 2 \| Ákos \| \| 2 \| Brains \| \| 2 \| Budapest Jazz Orchestra \| \| 2 \| Halott Pénz \| \| 2 \| Hooligans \| \| 2 \| Kelemen Kabátban \| \| 2 \| Mary PopKids \| \| 2 \| Middlemist Red \| \| 2 \| Punnany Massif \| \| 2 \| Quimby \| \| 2 \| Rúzsa Magdolna \| \| 2 \| Szabó Balázs Bandája \| \| 2 \| Vekonyz \| \| 2 \| Wellhello \| | A következő több jelölést szerző előadók kaptak díjat: - Kettő: Halott Pénz - Egy: Middlemist Red, Szabó Balázs Bandája, Vekonyz, Wellhello |
| Jelölések | Előadó |
| 2 | Ákos |
| 2 | Brains |
| 2 | Budapest Jazz Orchestra |
| 2 | Halott Pénz |
| 2 | Hooligans |
| 2 | Kelemen Kabátban |
| 2 | Mary PopKids |
| 2 | Middlemist Red |
| 2 | Punnany Massif |
| 2 | Quimby |
| 2 | Rúzsa Magdolna |
| 2 | Szabó Balázs Bandája |
| 2 | Vekonyz |
| 2 | Wellhello |